# Urszula Hałacińska
Urszula Hałacińska, właśc. Urszula Hałacińska-Makarczyńska (ur. 13 marca 1928 we Lwowie, zm. 8 października 2007 w Warszawie) – polska aktorka teatralna i filmowa.

## Życiorys
Jej ojciec był dziennikarzem, matka lekarką. Od swojej ciotki Heleny Hałacińskiej nauczyła się grać w teatrze. Mężem jej był Tadeusz Makarczyński, który zmarł 1987 roku. Z nim miała córkę Joannę.
Brała udział w powstaniu warszawskim jako łączniczka w Zgrupowaniu AK Żubr. W 1946 roku zdała egzamin eksternistyczny Związku Artystów Scen Polskich dla aktorów dramatu.
Występowała m.in. w teatrach warszawskich: Nowym (1948–1953), Powszechnym (1953–1958), Sensacji (1959–1960), Żydowskim im. Kamińskiej (1974–1976), Polskim (1976–1988).
Zmarła na raka 8 października 2007 roku. Pochowana została na Powązkach Wojskowych (kwatera K-5-12).

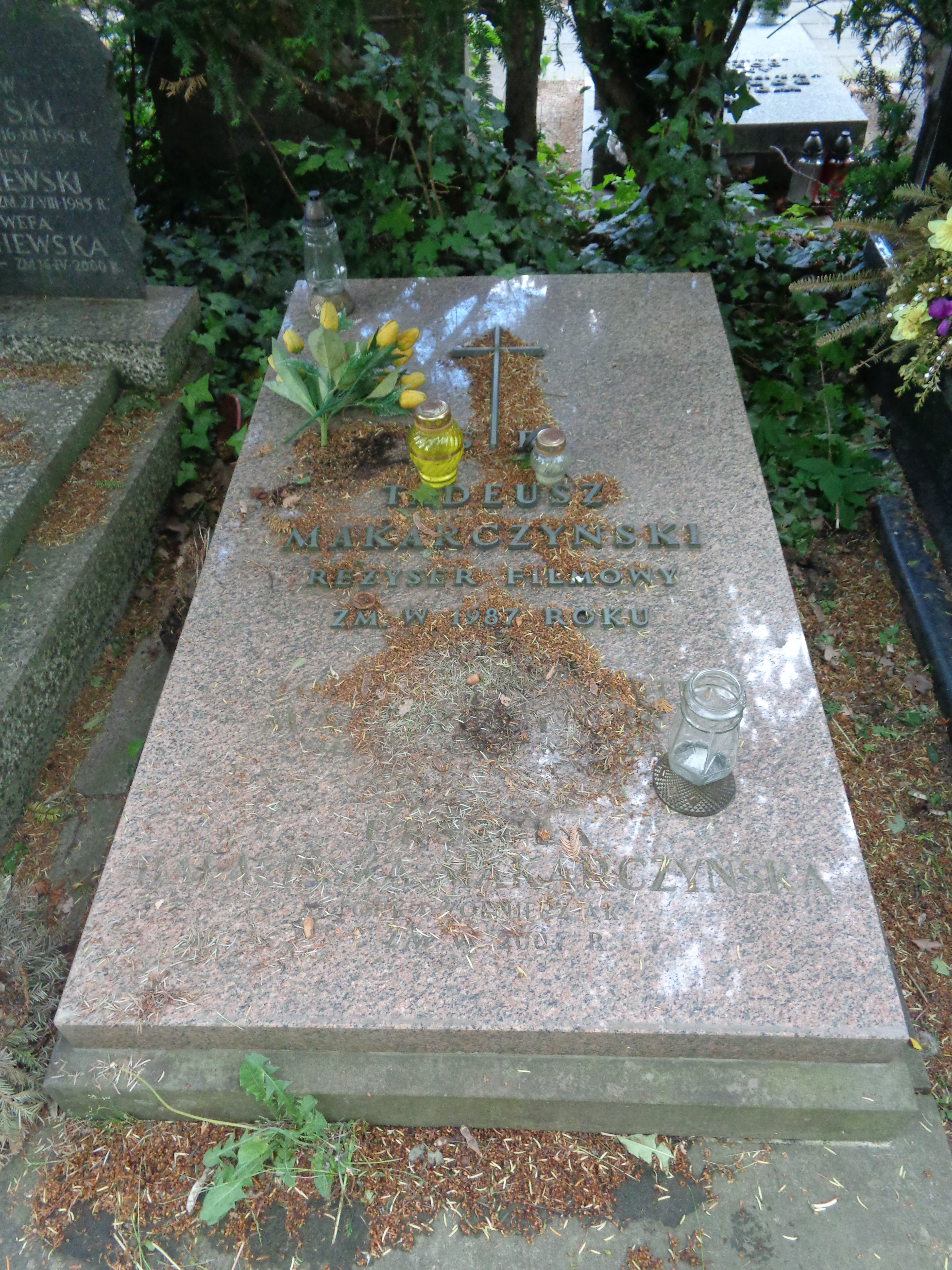
Nagrobek Urszuli Hałacińskiej na cmentarzu wojskowym na Powązkach

## Filmografia
- 1953: Gdańska opowieść (głos)
- 1955: Irena do domu!
- 1956: Warszawska syrena
- 1956: Nikodem Dyzma – dama na raucie w hotelu Europejskim
- 1961: Wyrok
- 1975: Pszczółka Maja – Lilly
- 1976: Polskie drogi – siostra Szarytka
- 1976: 07 zgłoś się – gospodyni Magdaleny Cieplik
- 1980: Dom